# Winter-Asienspiele 2025/Teilnehmer (Indien)
| Gelbes Symbol für Goldmedaillen mit stilisierten Olympischen Ringen | Graues Symbol für Silbermedaillen mit stilisierten Olympischen Ringen | Braundes Symbol für Bronzemedaillen mit stilisierten Olympischen Ringen |
| ------------------------------------------------------------------- | --------------------------------------------------------------------- | ----------------------------------------------------------------------- |
| —                                                                   | —                                                                     | —                                                                       |

Indien nimmt an den Winter-Asienspiele 2025 in Harbin teil.

## Teilnehmer nach Sportarten

### Eishockey
| Wettbewerb    | Männer |
| ------------- | --- |
| Athleten      | Lotus Chamba Tsetan Chamba Namgyal Deldan Mangyal Deskyong Angchok Dorjay Mustafa Ghulam Tsewang Gyaltson Gyal Kunzang Jigmath Angchock Lakdan Mohammad Ali Baba Ismail Mohd Zangpo Nawang Norboo Rigzin Hussain Sajjad Angchock Stanzin Lotus Stanzin Mamgyal Stanzin Phandey Stanzin Namgail Tashi Angchuk Tsering Angdus Tsering Dorjey Tsewang Namgail Tundup |
| Gruppenphase  | Hongkong (0:30) Macau (4:2) Turkmenistan (1:19) |
| Zwischenrunde | Singapur (2:13) |
| Viertelfinale | ausgeschieden |
| Halbfinale    | ausgeschieden |
| Finale        | ausgeschieden |
| Rang          | 12 |

### Eiskunstlauf
| Athleten       | Wettbewerbe | Kurzprogramm/ Rhythmustanz | Kurzprogramm/ Rhythmustanz | Kür    | Kür  | Gesamt | Gesamt |
| Athleten       | Wettbewerbe | Punkte                     | Rang                       | Punkte | Rang | Punkte | Rang   |
| -------------- | ----------- | -------------------------- | -------------------------- | ------ | ---- | ------ | ------ |
| Frauen         |             |                            |                            |        |      |        |        |
| Tara Prasad    |             |                            |                            |        |      |        |        |
| Männer         |             |                            |                            |        |      |        |        |
| Manjesh Tiwari |             |                            |                            |        |      |        |        |

### Eisschnelllauf
| Athleten                      | Wettbewerb | Zeit        | Rang |
| ----------------------------- | ---------- | ----------- | ---- |
| Frauen                        |            |             |      |
| Shruti Nitin Kotwal           | 100 m      | 11,68 s     | 16   |
| Shruti Nitin Kotwal           | 500 m      | 42,86 s     | 18   |
| Diya Harsha Rao               | 100 m      | 13,21 s     | 18   |
| Diya Harsha Rao               | 500 m      | 52,94 s     | 20   |
| Männer                        |            |             |      |
| Daniel Concessao              | 5000 m     | 8:28,76 min | 15   |
| Daniel Concessao              |            |             |      |
| Chandra Mouli Danda           | 100 m      | 10,83 s     | 17   |
| Chandra Mouli Danda           | 1500 m     | 2:02,41 min | 16   |
| Anubhav Gupta                 | 100 m      | 11,59 min   | 21   |
| Anubhav Gupta                 |            |             |      |
| Vishwaraj Rajendrasinh Jadeja | 1500 m     | 2:05,80 min | 18   |
| Vishwaraj Rajendrasinh Jadeja | 5000 m     | 7:47,31 min | 14   |
| Amitesh Mishra                | 1500 m     | 2:02,71 min | 17   |
| Amitesh Mishra                | 5000 m     | DSQ         | DSQ  |
| Yogaraj Omkara                | 100 m      | 10,99 s     | 19   |
| Yogaraj Omkara                |            |             |      |
| Srivatsa Srikantha Rao        | 100 m      | 11,10 s     | 20   |
| Srivatsa Srikantha Rao        | 1500 m     | 2:06,60 min | 19   |

### Shorttrack
| Athleten                                                       | Wettbewerb | Vorläufe     | Vorläufe | Viertelfinale | Viertelfinale | Halbfinale    | Halbfinale    | Finale A/B    | Finale A/B    | Rang          |
| Athleten                                                       | Wettbewerb | Zeit         | Rang     | Zeit          | Rang          | Zeit          | Rang          | Zeit          | Rang          | Rang          |
| -------------------------------------------------------------- | ---------- | ------------ | -------- | ------------- | ------------- | ------------- | ------------- | ------------- | ------------- | ------------- |
| Frauen                                                         |            |              |          |               |               |               |               |               |               |               |
| Dashiel Concessao                                              | 1000 m     | 1:51,620 min | 5        | ausgeschieden | ausgeschieden | ausgeschieden | ausgeschieden | ausgeschieden | ausgeschieden | ausgeschieden |
| Swarali Ashutosh Deo                                           | 1000 m     | 1:54,962 min | 5        | ausgeschieden | ausgeschieden | ausgeschieden | ausgeschieden | ausgeschieden | ausgeschieden | ausgeschieden |
| Varsha Sriramakrishna Puranik                                  | 500 m      | 53,888 s     | 5        | ausgeschieden | ausgeschieden | ausgeschieden | ausgeschieden | ausgeschieden | ausgeschieden | ausgeschieden |
| Varsha Sriramakrishna Puranik                                  | 1000 m     | 1:49,271 min | 4        | ausgeschieden | ausgeschieden | ausgeschieden | ausgeschieden | ausgeschieden | ausgeschieden | ausgeschieden |
| Suvarnika Radhakrishnan                                        | 500 m      | 1:11,366 min | 5        | ausgeschieden | ausgeschieden | ausgeschieden | ausgeschieden | ausgeschieden | ausgeschieden | ausgeschieden |
| Suvarnika Radhakrishnan                                        | 1500 m     | 3:04,736 min | 5        | ausgeschieden | ausgeschieden | ausgeschieden | ausgeschieden | ausgeschieden | ausgeschieden | ausgeschieden |
| Raina Kukreja                                                  | 1500 m     | 3:17,216 min | 5        | ausgeschieden | ausgeschieden | ausgeschieden | ausgeschieden | ausgeschieden | ausgeschieden | ausgeschieden |
| Sai Sahana Sravana Murthy                                      | 500 m      | 51,383 s     | 5        | ausgeschieden | ausgeschieden | ausgeschieden | ausgeschieden | ausgeschieden | ausgeschieden | ausgeschieden |
| Sai Sahana Sravana Murthy                                      | 1500 m     | 2:56,634 min | 5        | ausgeschieden | ausgeschieden | ausgeschieden | ausgeschieden | ausgeschieden | ausgeschieden | ausgeschieden |
| Männer                                                         |            |              |          |               |               |               |               |               |               |               |
| Akash Aradhya                                                  | 500 m      | 46,144 s     | 5        | ausgeschieden | ausgeschieden | ausgeschieden | ausgeschieden | ausgeschieden | ausgeschieden | ausgeschieden |
| Akash Aradhya                                                  | 1000 m     | 1:45,335 min | 5        | ausgeschieden | ausgeschieden | ausgeschieden | ausgeschieden | ausgeschieden | ausgeschieden | ausgeschieden |
| Noyal Charli Chevrian                                          | 1500 m     | 2:52,916 min | 6        | ausgeschieden | ausgeschieden | ausgeschieden | ausgeschieden | ausgeschieden | ausgeschieden | ausgeschieden |
| Eklavya Jagal                                                  | 500 m      | 44,384 s     | 3        | ausgeschieden | ausgeschieden | ausgeschieden | ausgeschieden | ausgeschieden | ausgeschieden | ausgeschieden |
| Eklavya Jagal                                                  | 1500 m     | PEN          | PEN      | ausgeschieden | ausgeschieden | ausgeschieden | ausgeschieden | ausgeschieden | ausgeschieden | ausgeschieden |
| Prajwal Sharath                                                | 500 m      | 45,063 s     | 4        | ausgeschieden | ausgeschieden | ausgeschieden | ausgeschieden | ausgeschieden | ausgeschieden | ausgeschieden |
| Prajwal Sharath                                                | 1000 m     | 1:35,991 min | 3        | ausgeschieden | ausgeschieden | ausgeschieden | ausgeschieden | ausgeschieden | ausgeschieden | ausgeschieden |
| Suyog Sanjay Tapkir                                            | 1500 m     | 2:37,211 min | 6        | ausgeschieden | ausgeschieden | ausgeschieden | ausgeschieden | ausgeschieden | ausgeschieden | ausgeschieden |
| Sohan Sudhir Tarkar                                            | 1000 m     | 1:40,344 min | 4        | ausgeschieden | ausgeschieden | ausgeschieden | ausgeschieden | ausgeschieden | ausgeschieden | ausgeschieden |
| Mixed                                                          |            |              |          |               |               |               |               |               |               |               |
| Dashiel Concessao Sravana Murthy Prajwal Sharath Eklavya Jagal | Staffel    | —            | —        | PEN           | PEN           | PEN           | ausgeschieden | ausgeschieden | ausgeschieden | ausgeschieden |

### Ski Alpin
| Athleten        | Wettbewerbe | 1. Lauf     | 1. Lauf | 2. Lauf     | 2. Lauf | Gesamt      | Gesamt |
| Athleten        | Wettbewerbe | Zeit        | Rang    | Zeit        | Rang    | Zeit        | Rang   |
| --------------- | ----------- | ----------- | ------- | ----------- | ------- | ----------- | ------ |
| Frauen          |             |             |         |             |         |             |        |
| Mahak Mahak     | Slalom      | DNS         | DNS     | DNS         | DNS     | DNS         | DNS    |
| Sandhya Sandhya | Slalom      | 1:07,05 min | 26      | 1:04,38 min | 21      | 2:11,43 min | 21     |
| Aanchal Thakur  | Slalom      | 1:10,34 min | 30      | 1:06,07 min | 24      | 2:16,41 min | 25     |
| Tanuja Thakur   | Slalom      | 1:11,92 min | 35      | 1:08,37 min | 29      | 2:20,29 min | 28     |
| Männer          |             |             |         |             |         |             |        |
| Hussain Baqir   | Slalom      |             |         | DNF         | DNF     | DNF         | DNF    |
| Arif Khan       | Slalom      | 56,40 s     | 28      | 57,08 s     | 27      | 1:53,48 min | 25     |
| Sunil Kumar     | Slalom      | 58,18 s     | 33      | 55,55 s     | 23      | 1:53,73 min | 26     |
| Mayank Panwar   | Slalom      | 54,57 s     | 25      | 53,41 s     | 19      | 1:47,98 min | 20     |

### Skibergsteigen
| Athleten           | Wettbewerbe | Qualifikation | Qualifikation | Vorlauf | Vorlauf | Halbfinale | Halbfinale | Finale | Finale | Rang |
| Athleten           | Wettbewerbe | Zeit          | Rang          | Zeit    | Rang    | Zeit       | Rang       | Zeit   | Rang   | Rang |
| ------------------ | ----------- | ------------- | ------------- | ------- | ------- | ---------- | ---------- | ------ | ------ | ---- |
| Frauen             |             |               |               |         |         |            |            |        |        |      |
| Gulzar Gousia      | Sprint      |               |               |         |         |            |            |        |        |      |
| Menka Gunjyal      | Sprint      |               |               |         |         |            |            |        |        |      |
| Kaamya Karthikeyan | Sprint      |               |               |         |         |            |            |        |        |      |
| Shaziya Hassan     | Sprint      |               |               |         |         |            |            |        |        |      |
| Männer             |             |               |               |         |         |            |            |        |        |      |
| Mehraj Ud Din Bhat | Sprint      |               |               |         |         |            |            |        |        |      |
| Mayank Dimri       | Sprint      |               |               |         |         |            |            |        |        |      |
|                    | Sprint      |               |               |         |         |            |            |        |        |      |
| Himanshu Himanshu  | Sprint      |               |               |         |         |            |            |        |        |      |
| Mixed              |             |               |               |         |         |            |            |        |        |      |
|                    | Staffel     |               |               | —       | —       | —          | —          |        |        |      |

### Skilanglauf
| Athleten                  | Wettbewerbe | Zeit | Rang |
| ------------------------- | ----------- | ---- | ---- |
| Frauen                    |             |      |      |
| Ragni Negi                |             |      |      |
| Sapana Sapana             |             |      |      |
| Selma Soreng              |             |      |      |
| Bhavani Thekkada Nanjunda |             |      |      |
| Prince Kumari             |             |      |      |
| Männer                    |             |      |      |
| Aman Kumar                |             |      |      |
| Shubham Parihar           |             |      |      |
| Manjeet Manjeet           |             |      |      |
| Padma Namgail             |             |      |      |
| Rameez Ahmad Padder       |             |      |      |

| Athleten                  | Wettbewerbe      | Qualifikation | Qualifikation | Viertelfinale | Viertelfinale | Halbfinale    | Halbfinale    | Finale        | Finale        | Rang |
| Athleten                  | Wettbewerbe      | Zeit          | Rang          | Zeit          | Rang          | Zeit          | Rang          | Zeit          | Rang          | Rang |
| ------------------------- | ---------------- | ------------- | ------------- | ------------- | ------------- | ------------- | ------------- | ------------- | ------------- | ---- |
| Frauen                    |                  |               |               |               |               |               |               |               |               |      |
| Bhavani Thekkada Nanjunda | Sprint klassisch | 5:34,69 min   | 24            | 5:34,64 min   | 5             | ausgeschieden | ausgeschieden | ausgeschieden | ausgeschieden | 23   |
| Männer                    |                  |               |               |               |               |               |               |               |               |      |
| Shubham Parihar           | Sprint klassisch | 4:18,91 min   | 36            | ausgeschieden | ausgeschieden | ausgeschieden | ausgeschieden | ausgeschieden | ausgeschieden | 26   |
| Manjeet Manjeet           | Sprint klassisch | 4:06,55 min   | 33            | ausgeschieden | ausgeschieden | ausgeschieden | ausgeschieden | ausgeschieden | ausgeschieden | 33   |
| Padma Namgail             | Sprint klassisch | 4:00,15 min   | 30            | 3:47,95 min   | 6             | ausgeschieden | ausgeschieden | ausgeschieden | ausgeschieden | 29   |
| Rameez Ahmad Padder       | Sprint klassisch | 4:16,27 min   | 35            | ausgeschieden | ausgeschieden | ausgeschieden | ausgeschieden | ausgeschieden | ausgeschieden | 35   |